# Alkoun obecný
Alkoun obecný (Cepphus grylle) je středně velkým druhem alky (délka 32–38 cm, rozpětí křídel 49–58 cm). Dospělí ptáci ve svatebním šatu jsou celí černí s bílým polem v křídle. Dvakrát byl pozorován také v České republice. Alkouna obecného poprvé ve své publikaci popsal Linné v roce 1758. Jedná se o druh, který IUCN označuje jako málo dotčený.

## Výskyt a populace
Konkrétně rozsah druhu se odlišuje od poddruhu: některé můžeme najít na Sibiři a některé i na Britských ostrovech. Obecně platí, že se vyskytují na skalnatých pobřežích, útesech nebo ostrovech severního Atlantiku. Běžně se vyskytují především na území Velké Británie.
- C. g. mandtii (Lichtenstein, 1822): od severovýchodní Kanady po severní Sibiř a severní Aljašku.
- C. g. arcticus (Brehm, 1824): severovýchod USA, jihovýchodní Kanada, jižní Grónsko a jižní Skandinávie.
- C. g. islandicus Hørring, 1937: Island.
- C. g. faroeensis Brehm, 1831: Faerské ostrovy.
- C. g. grylle (Linnaeus, 1758): okolí Baltského moře.

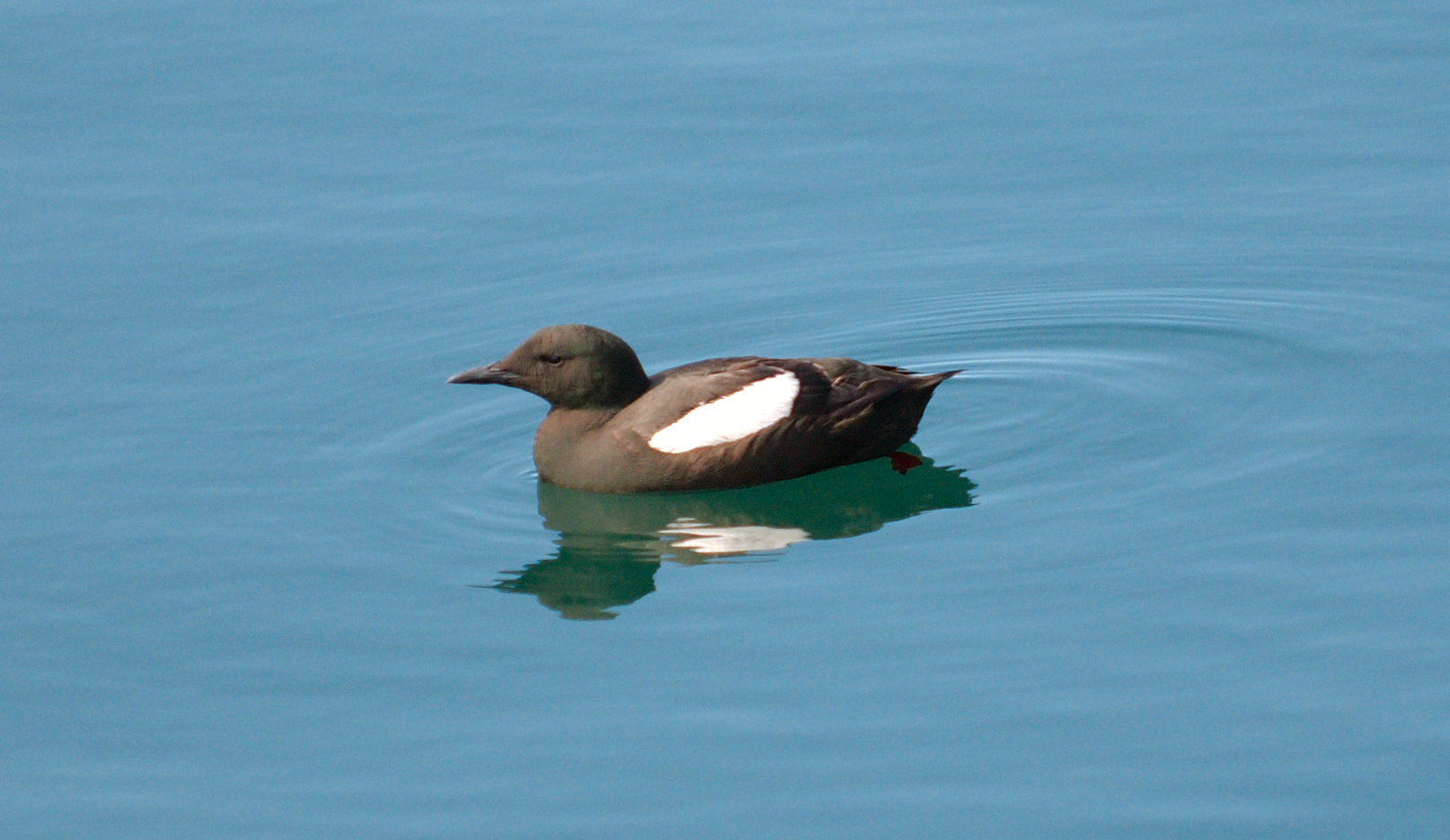
Alkouni umí dobře plavat

## Popis
Jedná se o menší až středně velké, méně výrazné ptáky s nevýrazným pohlavním dimorfismem. Délka těla dospělého jedince se pohybuje mezi 30 a 32 cm. Dospělí jedinci jsou matně černí s bílými znaky na křídlech. Nohy jsou poměrně dlouhé a krvavě červené. Zobák je krátký až středně dlouhý ladící s barvou peří. Oči jsou kulaté a černé, bez viditelného bělma. Křídla jsou velká s velkým rozpětím: 52 až 58 cm. Na vnitřní straně bývají zčásti bílá. 

## Ekologie
Většina kolonií alkounů obecných hnízdí na Aljašce, kde hnízdí společně s alkouny holubími. Obvykle kladou vajíčka ve skulinách na skalnatých útesech. Přezimovávají v různých oblastech, ale nejedná se o ptáky, kteří by migrovali na velké dálky. Výjimečně se stěhují i na otevřené vody.
Živí se malými druhy ryb, pro které se potápí i do hloubky jednoho metru. Krom ryb tvoří jejich jídelníček i korýši, měkkýši, hmyz nebo zelené řasy. Pro potomky rodiče nejdříve potravu natráví a poté jim jí vyvrhnou.

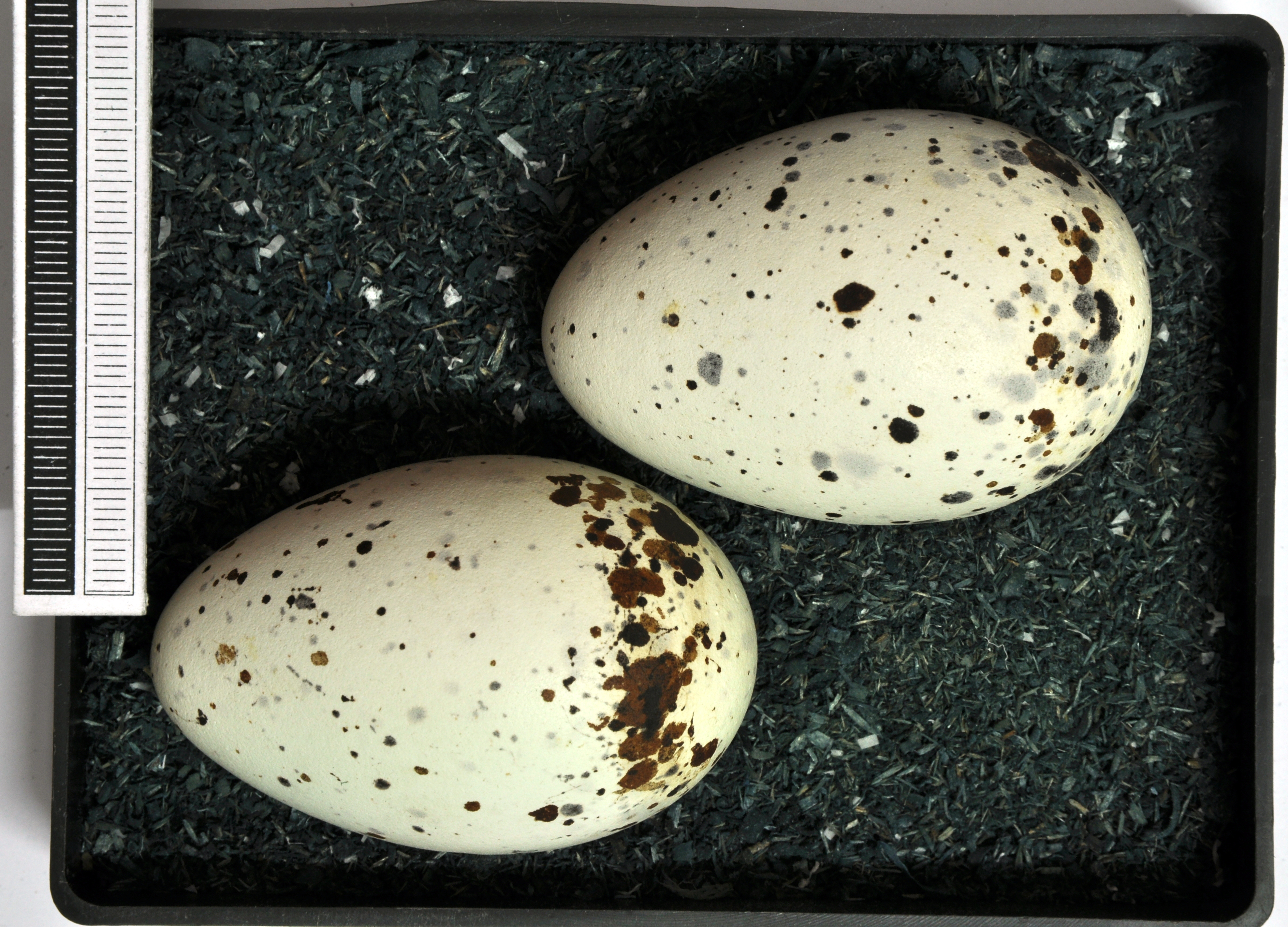
Kropenaté vejce alkouna obecného